# Plébiscite dans la région de Vilnius

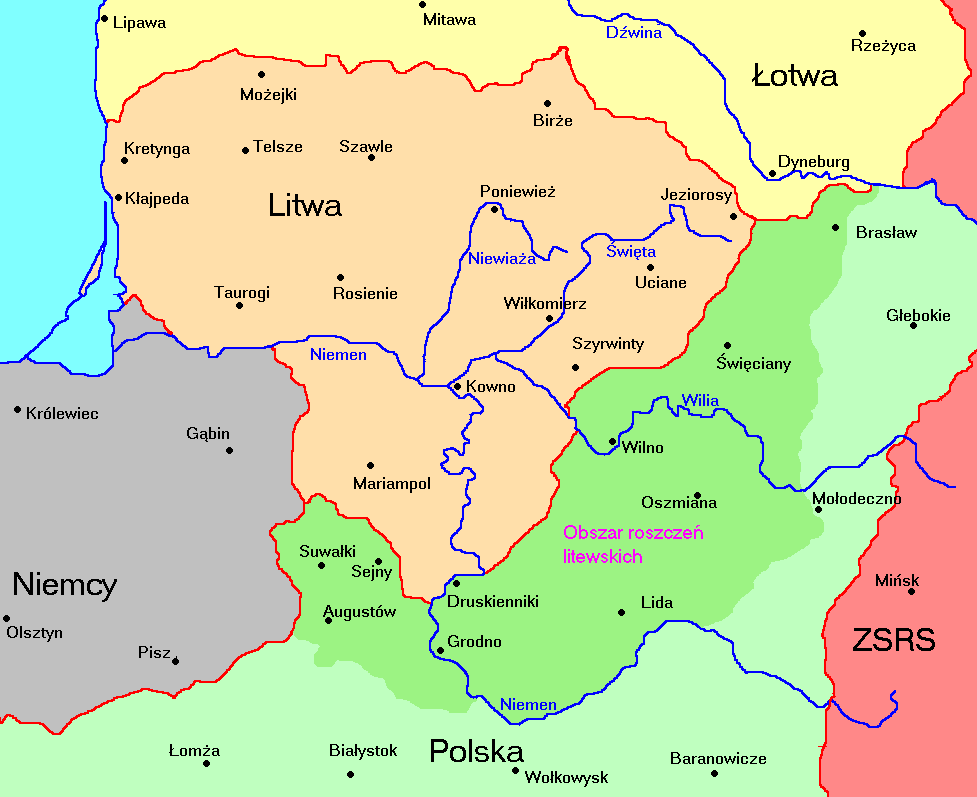
Partie du territoire polonais revendiqué par la Lituanie

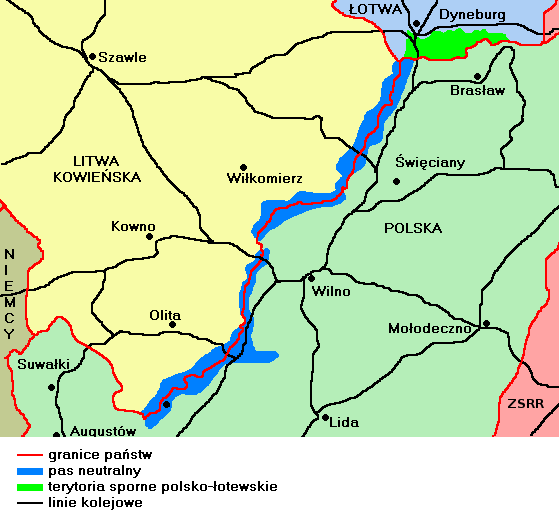
La bande neutre entre la Pologne et la Lituanie.

Un plébiscite avait été planifié dans la région de Vilnius, au sujet des territoires contestés entre la Pologne et la Lituanie, au tournant de 1920 et 1921. Il n'a cependant finalement pas pu avoir lieu en raison de l'absence de consentement de la Lituanie.
Après la soi-disant « Mutinerie de Żeligowski » d'octobre 1920 et la prise de Vilnius par les troupes polonaises qui s'ensuivit, les Lituaniens tentèrent de regagner la ville en faisant pression sur Pologne auprès des grandes puissances. En réponse aux plaintes lituaniennes et à l'offensive de Żeligowski sur Kaunas, le Conseil de la Société des Nations s'empara de cette question le 25 octobre 1920 et son président Paul Hymans proposa un projet de résolution prévoyant la tenue d'un plébiscite dans la région qui serait supervisé par la Société des Nations. Le projet fut accepté.
Bien que la Pologne soit sûre de la victoire dans la région de Vilnius, la réaction des autorités de Varsovie fut froide, car les Polonais craignaient que le plébiscite ne créât un précédent et ne provoquât une solution similaire en Galice orientale (peuplée majoritairement d'Ukrainiens mais faisant partie de la Pologne). Enfin, la Pologne demanda à ce que le plébiscite incluât les alentours de Kaunas, et, voulant donner l'impression de faire des concessions, les alentours de Grodno, de Lida et d'Achmiany. La partie lituanienne reçut également la proposition à contrecœur et l'accepta à la condition que la zone de plébiscite fût limitée à Puńsk et Sejny, tout en maintenant l'exigence du retour de Vilnius.
La Société des Nations, cependant, continua d'agir et demanda aux deux parties de cesser les combats. Un armistice fut conclu à Kaunas le 29 novembre 1920.
Les pourparlers polono-lituaniens sur les conditions du plébiscite débutèrent en décembre à Varsovie, mais après quelques semaines, ils se soldèrent par un fiasco, les Lituaniens ayant bloqué le plébiscite, craignant que les résultats du vote, tant dans la région de Vilnius que dans la proximité de Kaunas même, ne soient à leur désavantage. La Pologne rejeta catégoriquement la possibilité de retirer ses troupes de la zone contestée par crainte d'une nouvelle attaque des bolcheviks. Malgré le fait que le délégué polonais à la Société des Nations, Ignacy Paderewski, au nom du gouvernement polonais, ait accepté le plébiscite, le retrait de l'aval lituanien à sa réalisation fut un facteur décisif de son abandon.
Faute d'accord, le 3 mars 1921, la SDN abandonne l'idée du plébiscite, proposant du même coup une autre forme de pourparlers. Deux cycles de négociations ne purent cependant aboutir à un accord. Paul Hymans proposa ensuite sa propre proposition de paix le 20 mai. Celle-ci comprenait la création de deux cantons nationaux lituaniens comprenant Vilnius au sein d'un État fédéral dominé par la Pologne, reprenant indirectement le concept de la fédération Międzymorze. Faute d'accord, le 3 septembre, Hymans propose l'autonomie de la région de Vilnius au sein de la Lituanie, ce qui est rejeté par la partie polonaise.
Finalement, le 21 septembre, la Société des Nations mit fin à toutes les tentatives de règlement du différend, et, le 3 février 1923, elle décida de l'instauration d'une zone neutre entre les deux parties ; le 15 mars, la conférence des ambassadeurs, mettant en œuvre l'article 87 du traité de Versailles, décida de reconnaître l'appartenance de la région de Vilnius à la Pologne.